# Афилијативни мотив
Афилијативни мотив је врста социјалног мотива, која се испољава као потреба појединца да буде у друштву других. Само контактом са другим људима обезбеђује се емоционално повезивање, ублажавају страхови, размењује мишљење о проблемима, смањују се сазнајне нејасноће.